# Teleoperación

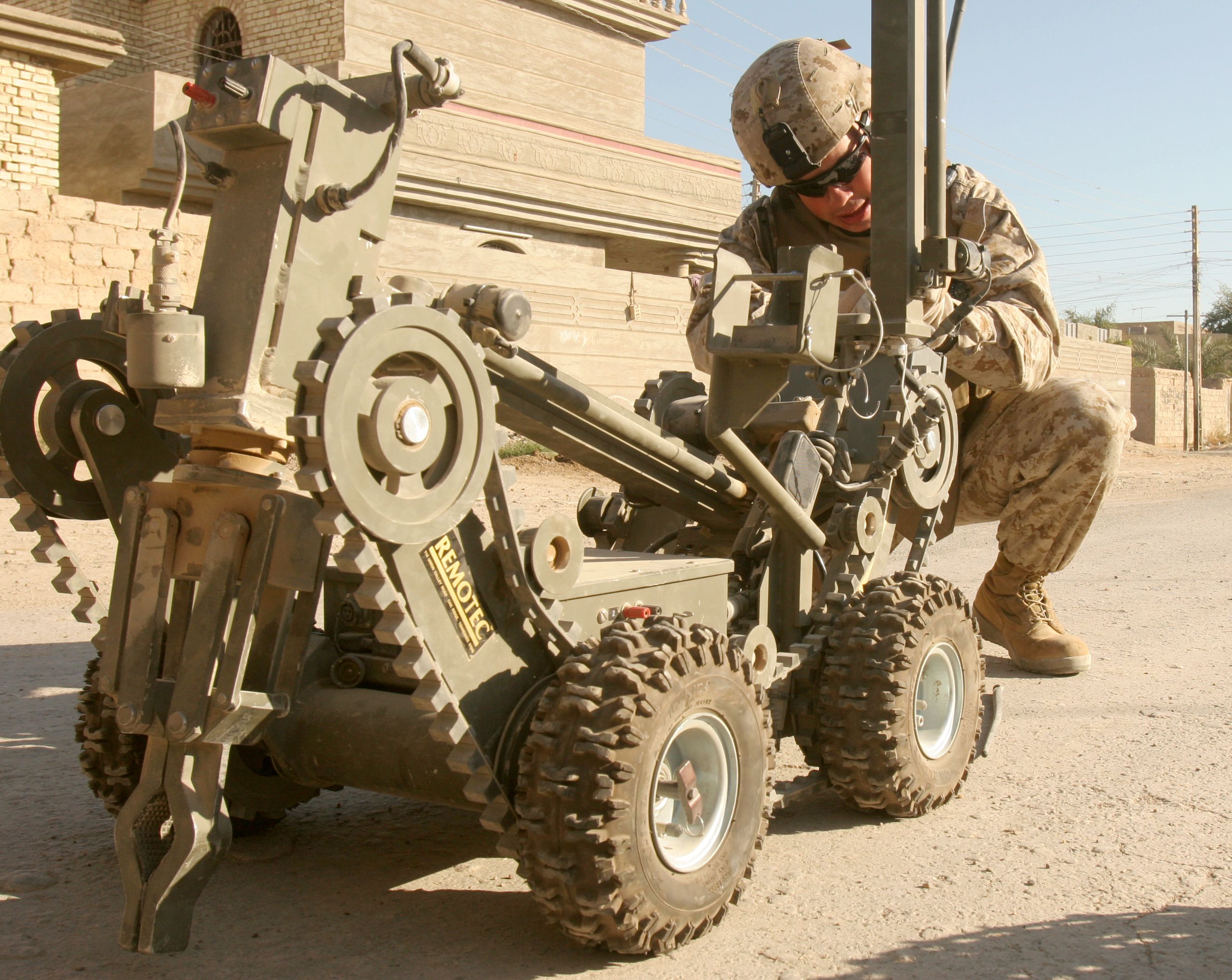
Un detonador de Artefacto explosivo improvisado, un telemanipulador para investigar artefactos potencialmente explosivos

La teleoperación (también conocido como operación remota o control remoto) indica la operación de un sistema o máquina a distancia. Tiene un significado similar a la frase "control remoto", pero suele encontrarse en la investigación, el mundo académico y la tecnología. Se asocia más comúnmente con la robótica y los robots móviles, pero se puede aplicar a una amplia gama de circunstancias en las que una persona opera un dispositivo o máquina a distancia.
La teleoperación puede considerarse un sistema hombre-máquina. Por ejemplo, ArduPilot proporciona un espectro de autonomía que va desde el control manual hasta el piloto automático completo para vehículos autónomos.
El término teleoperación se utiliza en las comunidades técnicas y de investigación como término estándar para referirse a la operación a distancia. Esto se opone a la telepresencia, que es un término menos estándar y podría referirse a toda una gama de existencia o interacción que incluye una connotación remota.

## Historia
En el siglo XIX, muchos inventores trabajaron en armas operadas remotamente (torpedos), incluidos los prototipos construidos por John Louis Lay (1872), John Ericsson (1873), Victor von Scheliha (1873) y el primer torpedo práctico guiado por cable, el torpedo Brennan patentado por Louis Brennan en 1877. En 1898, Nikola Tesla demostró un barco controlado remotamente con un sistema de guía por radio inalámbrico patentado que intentó comercializar entre el ejército de los Estados Unidos, pero fue rechazado.
La teleoperación ahora se está trasladando a la industria de los pasatiempos con equipos de vista en primera persona (FPV). Los equipos FPV montados en autos, aviones y helicópteros de hobby brindan una transmisión estilo TV al operador, extendiendo el alcance del vehículo a un rango mayor que el de la línea de visión.
El robot manipulador remoto ALOHA (un sistema de hardware de código abierto de bajo costo para teleoperación bimanual) se utiliza para la recopilación de datos con el fin de entrenar a la IA para que realice las habilidades aprendidas.